# 21900 Orus

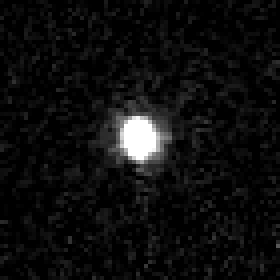
Tiểu hành tinh Orus.

21900 Orus (/ ɔːrəs / OHR-əs), chỉ định tạm thời 1999 VQ10, là một trojan Jupiter từ trại Hy Lạp, khoảng 53 km (33 dặm) đường kính, và mục tiêu của sứ mệnh Lucy để được truy cập vào tháng 2028. Tiểu hành tinh Jovian tối thuộc về 100 trojan lớn nhất của Sao Mộc và có thời gian quay là 13,5 giờ. Nó được phát hiện vào ngày 9 tháng 11 năm 1999, bởi nhà thiên văn nghiệp dư Nhật Bản Takao Kobayashi tại Đài thiên văn Ōizumi tư nhân của ông ở tỉnh Gunma, Nhật Bản, và sau đó được đặt theo tên của chiến binh Achaean Orus từ thần thoại Hy Lạp. Năm 2018, một vệ tinh có thể được tìm thấy xung quanh Orus, trong các hình ảnh được chụp bằng Kính viễn vọng Không gian Hubble.